# Багман (місяць)
Багман (перс. بهمن вим. [bæhmæn]) — одинадцятий місяць іранського календаря, складається з 30 днів і є другим зимовим місяцем. У григоріанському календарі відповідає 21 січня — 19 лютого.
У перській мові назва місяця також перенесена на явища, характерні для цієї пори року в Ірані: підсніжник і снігову лавину. В зороастрійському календарі, крім цього, Багману присвячений 2-й день кожного місяця. Місяцю відповідає знак зодіаку Водолій.

## Етимологія
Більшість місяців в іранському календарі носять імена зороастрійських язатів. Місяць Багман походить від авестійського Воху Мана, vohu- manah-, що означає «Благий Помисел». Воху Мана в зороастризмі — божественна істота, наближена до Агура Мазди. Виступає захисником людини та її тварин.

## Події
- 12 Багмана 1357 (1 лютого 1979) — Прибуття Імама Хомейні до Ірану

## Свята
- 14 Багмана (2 лютого) — Національний день космічних технологій (перс. روز ملی فناوری فضایی)
- 22 Багмана (11 лютого) — День перемоги ісламської революції в Ірані (перс. پیروزی انقلاب)
- 29 Багмана (18 лютого) — Сепандармаз (зороастр.) — жіночий день або день любові, коли вітають матерів і дружин

## Згадка
Місяць згадується в сучасному гімні Ірану, прийнятому 1990 року: 

Вгору над горизонтом зійшло Сонце зі Сходу,
Світло в очах тих, хто вірує в істину.
Місяць Багман — сяйво нашої Віри.
Твоє послання, о Імам, про Незалежність і Свободу
відбите в наших душах.
(...)